# Giovanni Galzerani
Giovanni Galzerani (Porto Longone, 1780 – Milano, 1865) è stato un coreografo, ballerino e compositore italiano, attivo nei maggiori teatri d'Italia tra il 1808 ed il 1853.

## Biografia
Iniziò la sua educazione a Gaeta, dove suo padre era il comandante della locale fortezza. Seguendo il volere del padre, divenne allievo presso il Collegio Militare della Nunziatella di Napoli al fine di intraprendere la carriera militare, frequentandola fino all'età di 17 anni. Mentre era alla Nunziatella, studiò ballo da sala con Ferdinando Gioia, fratello del famoso ballerino e coreografo Gaetano Gioia, e divenne uno dei suoi migliori allievi. Dopo la morte di suo padre nel 1806, Galzerani abbandonò gli studi militari e si dedicò interamente al balletto, prima come ballerino, e quindi come coreografo. Di Galzerani viene generalmente ricordato Il Corsaro, andato in scena a Milano, al Teatro alla Scala nel 1826, con imponenti scene di Alessandro Sanquirico e musica di vari maestri. Compose inoltre la musica per alcuni dei suoi balletti, tra cui Il pericolo, che debuttò nel 1818 al Teatro Regio di Torino.

## Balletti
I balletti concepiti e coreografati da Galzerani includono:
- Il pericolo, Giovanni Galzerani (compositore), debutto al Teatro Regio, Torino, 26 Dicembre 1818
- Niobe ossia La vendetta di Latona, Giovanni Pacini (compositore), debutto al Teatro Regio, Turin, 26 Dicembre  1818
- Ero e Leandro, Luigi Maria Viviani (compositore), debutto al  Teatro Regio, Torino, 7 Dicembre 1823
- La conquista del Perù, Luigi Maria Viviani (compositore), debutto al Teatro Comunale, Bologna, 1 Maggio 1824
- L'eroe peruviano, Luigi Maria Viviani (compositore) debutto al teatro La Fenice, Venezia, 26 Dicembre 1824
- Virginia, Luigi Maria Viviani (compositore), debutto al teatro  La Fenice, Venezia, 8 Febbraio 1825